# 강현수 (축구 선수)
강현수(姜鉉守, 1984년 6월 16일~)는 재일 한국인 축구 선수이다. 현역 시절 포지션은 미드필더였다.